# 60 î.Hr.

## Evenimente
- Primul triumvirat, încheiat între Cezar, Pompei și Crassus.

## Nașteri
- dată necunoscută: Dionis din Halicarnas istoric grec (d. 7 î.Hr.)